# سيدني هارمان
سيدني هارمان (بالإنجليزية: Sidney Harman)‏ هو مهندس ومهندس الصوت أمريكي، ولد في 4 أغسطس 1918 في مونتريال في كندا، وتوفي في 12 أبريل 2011 في واشنطن العاصمة في الولايات المتحدة.

## وصلات خارجية
- سيدني هارمان على موقع إن إن دي بي (الإنجليزية)